# Rhea Ripley
Demi Bennett (* 11. října 1996, Adelaide, Austrálie), známější jako Rhea Ripley, je australská profesionální zápasnice. Pracuje ve společnosti WWE, v show RAW.

## Kariéra
S profesionálním wrestlingem začala v Austrálii ve společnosti Riot City Wrestling, zde strávila několik let. V roce 2017 podepsala smlouvu se společností WWE, kde se dostala nejdříve do show NXT, zde se stala tag-team šampionkou a později i šampionkou celé ženské divize. Po přeřazení do divize RAW se stala šampionkou i této divize a později se připojila k frakci The Judgment Day, vedenou Edgem a později Finnem Bálorem.

## Osobní život
Jejím idolem byl The Miz. Fandí australskému fotbalovému klubu Adelaide Football Club. Od roku 2022 je ve vztahu s wrestlerem Buddym Matthewsem, v roce 2024 se zasnoubili. Mezi její oblíbené kapely patří Motionless in White, Ice Nine Kills a Falling in Reverse.

## Počítačové hry
Pravidelně se objevuje v herní sérii WWE 2K. Poprvé v WWE 2K20.

## Úspěchy
- WWE
  - WWE Raw Women's Championship (1x)
  - Women's World Championship (2x)
  - WWE Women's Tag Team Championship (1x) s Nikky A.S.H.
  - NXT Women's Championship (1x)
  - NXT UK Women's Championship (1x)
  - Royal Rumble (2023)